# Peterjamesia
Peterjamesia is een geslacht van schimmels in de familie Roccellaceae. De typesoort is Peterjamesia circumscripta. Alle soorten van dit geslacht zijn later overgeplaatst naar andere geslachten. 